# Anna Teliczan
Anna Teliczan (ur. 1990 w Ostródzie) – polska piosenkarka popowa.
Karierę muzyczną rozpoczęła występami z soundsystemem Real Cool Sound (grającym ska, rocksteady i skinhead reggae). W 2009 została finalistką drugiej edycji programu Mam talent! w TVN. Podczas trwania programu talent show została okrzyknięta „polską Amy Winehouse”. 
W styczniu 2012 roku, nakładem wytwórni płytowej Sony Music Entertainment Poland, wydała swój debiutancki album, zatytułowany po prostu Anna Teliczan, z którym w pierwszym tygodniu po premierze zajęła 39. miejsce w zestawieniu OLiS. Za produkcję albumu odpowiedzialny był Troy Miller, a większość tekstów na płycie napisał Andrzej Piaseczny.

## Dyskografia
Albumy
| Tytuł         | Dane dot. albumu                                                        | Pozycja na liście |
| Tytuł         | Dane dot. albumu                                                        | POL               |
| ------------- | ----------------------------------------------------------------------- | ----------------- |
| Anna Teliczan | - Wydany: 16 stycznia 2012 - Wytwórnia: Sony Music Entertainment Poland | 39                |

Single
| „One True Lover”                                            | 2012 | —  |
| The Bartenders - „Nie za bardzo” (gościnnie: Anna Teliczan) | 2014 | 11 |
| „—” singel nie był notowany.                                |      |    |

Gościnnie
| Tytuł                            | Rok  | Utwór                                  | Źródło |
| -------------------------------- | ---- | -------------------------------------- | ------ |
| Seweryn Krajewski – Jak tam jest | 2011 | gościnnie śpiew w utworze „Znowu pada” | [ 8 ]  |

## Teledyski
| Tytuł            | Rok  | Reżyseria        | Album         | Źródło |
| ---------------- | ---- | ---------------- | ------------- | ------ |
| „One True Lover” | 2012 | Roman Przylipiak | Anna Teliczan | [ 9 ]  |